# شمستين باش
شمستين باش مواليد 4 يناير 1973 في إسطنبول، هو لاعب كرة سلة تركي معتزل. بدأ مسيرته الاحترافية في سنة 1991. لعب في الدوري التركي لكرة السلة. يبلغ طوله 6 قدم 5.75 بوصة (2.0 م).

## المسيرة الاحترافية
لعب مع نادي طوفاس الرياضي في الدوري التركي من سنة 1992 إلى 2000، ثم لعب مع نادي كارشياكا لكرة السلة في موسم 2000–2001، ثم لعب مع غلطة سراي لكرة السلة في الدوري التركي في موسم 2001–2002، ثم لعب مع تورك تيليكوم من سنة 2002 إلى 2005، ثم لعب مع غلطة سراي لكرة السلة في الدوري التركي في موسم 2005–2006.

## روابط خارجية
- شمستين باش على موقع الدوري الأوروبي لكرة السلة (الإنجليزية)
- شمستين باش على موقع كرة السلة الأوروبية.كوم (الإنجليزية)
- شمستين باش على موقع ريلجم (الإنجليزية)
- شمستين باش على موقع سبورتس رفرنس (الإنجليزية)